# Oósporo

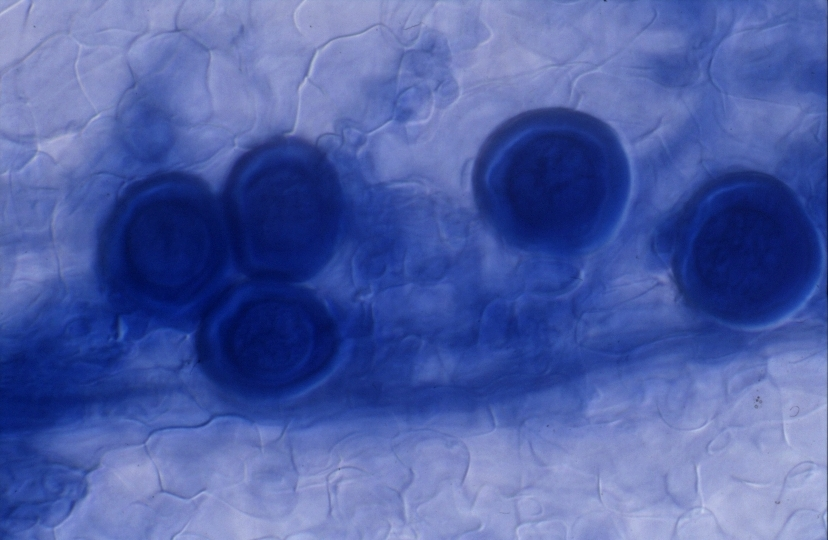
Oósporos de Hyaloperonospora parasitica, agente do míldio (no meio)

Um oósporo é um esporo sexual de paredes espessas que se desenvolve a partir de uma oosfera fertilizada em algumas algas, fungos e oomicetos. Acredita-se que eles tenham evoluído pela fusão de duas espécies ou pela estimulação quimicamente induzida de micélios, levando à formação de oósporos.
Nos oomicetos, os oósporos também podem resultar da reprodução assexuada, por apomixia. Estes são encontrados em fungos como esporos sexuais que ajudam na reprodução sexual dos fungos. Esses esporos haploides e imóveis são o local da meiose e da cariogamia em oomicetos.
Um oósporo adormecido, quando observado sob um microscópio eletrônico, levou os pesquisadores a concluírem que existe apenas um único glóbulo central com outros corpos de armazenamento ao seu redor.